# De heilige Serapion
De heilige Serapion (Spaans: San Serapio) is een schilderij uit 1628 van Francisco de Zurbarán. Dit portret van Serapion maakt sinds 1951 deel uit van de collectie van het Wadsworth Atheneum in Hartford.

## Serapion en de mercedariërs
In 1218 richtte Petrus Nolascus de orde van de mercedariërs op, die zich ten doel stelde om zo veel mogelijk mensen in Moorse gevangenschap te verlossen. Bij hun toetreding tot de orde beloofden de monniken zelfs om als gijzelaar de plaats van christelijke gevangenen in te nemen. Een van de eerste martelaren die de nog jonge orde te betreuren kreeg, was Serapion. Deze heilige was in Engeland of Ierland geboren en nam als soldaat deel aan de kruistochten en de reconquista. In Spanje maakte hij kennis met Petrus Nolascus en trad in 1222 tot zijn orde toe. Hij maakte verschillende reizen naar Noord-Afrika om christenen te bevrijden.
Over de dood van Serapion in 1240 zijn in de loop van de tijd verschillende verhalen ontstaan. In een daarvan wordt hij in de buurt van Schotland door piraten gevangengenomen, die hem met handen en voeten aan twee palen binden. Tijdens de marteling die dan volgt, wordt zijn nek gedeeltelijk doorgeslagen, zodat zijn hoofd aan zijn lichaam bungelt. In de zeventiende eeuw was dit de bekendste variant en Zurbarán lijkt zich hier ook op te baseren, hoewel Serapions scapulier de verwondingen grotendeels verbergt.
Kort na de bevrijding van Sevilla door Ferdinand III van Castilië in 1248 stichtte de koning een klooster van de mercedariërs in de stad. Dit middeleeuwse gebouw bleef tot 1602 in gebruik en werd toen vervangen door een nieuw klooster. Op 29 augustus 1628 bestelde Juan de Herrera, leider van het klooster, bij Zurbarán 22 schilderijen voor de galerijen van het buxusklooster (Claustro de Bojes). Mogelijk liet de schilder voordat hij die opdracht kreeg, met het schilderij van Serapion zijn meesterschap aan de monniken zien. Zij hingen het werk in de sala de profundis, die dienstdeed als grafkapel.

## Voorstelling
Zurbarán schilderde Serapion vrijwel levensgroot vanaf de knieën. Een cartouche aan de rechterkant bevestigt de identiteit van de geportretteerde (B[eatus] Serapius). Zijn armen hangen krachteloos aan twee touwen, terwijl zijn hoofd met gesloten ogen en halfopen mond op zijn schouder rust. De smetteloos witte kleren, waarop een gouden speld van de orde van de mercedariërs is gespeld, nemen op het schilderij echter veruit de belangrijkste plaats in. Zij bedekken alle tekenen van geweld of lijden, die opvallend afwezig zijn, ondanks dat Serapion buitengewoon gruwelijk aan zijn einde is gekomen. Het sterke chiaroscuro dat de schilder hier gebruikt, geheel in de stijl van het tenebrisme, zorgt voor prachtige contrasten bij de diepe plooien. Zurbaráns virtuositeit komt hier volledig tot uitdrukking en heeft het schilderij vele bewonderaars gegeven. Zo refereert de Amerikaanse dichter Frank O'Hara in zijn gedicht Meditations in an Emergency aan het schilderij:

St. Serapion, I wrap myself in the robes of your whiteness which is like midnight in Dostoevsky.
— Frank O'Hara

## Herkomst
- Tijdens de Franse bezetting aan het begin van de negentiende eeuw werden alle kloosters in Spanje opgeheven en de kunstwerken in beslag genomen.
- Het schilderij komt vervolgens in bezit van de Britse consul in Sevilla, Julian Williams.
- 1832: gekocht door de schrijver Richard Ford.
- 9 juni 1836: gekocht door Sir Montague John Cholmeley uit Grantham.
- 1947: gekocht door de kunsthandelaar David Koetser uit New York.
- 1951: verworven door het Wadsworth Atheneum.

## Afbeelding

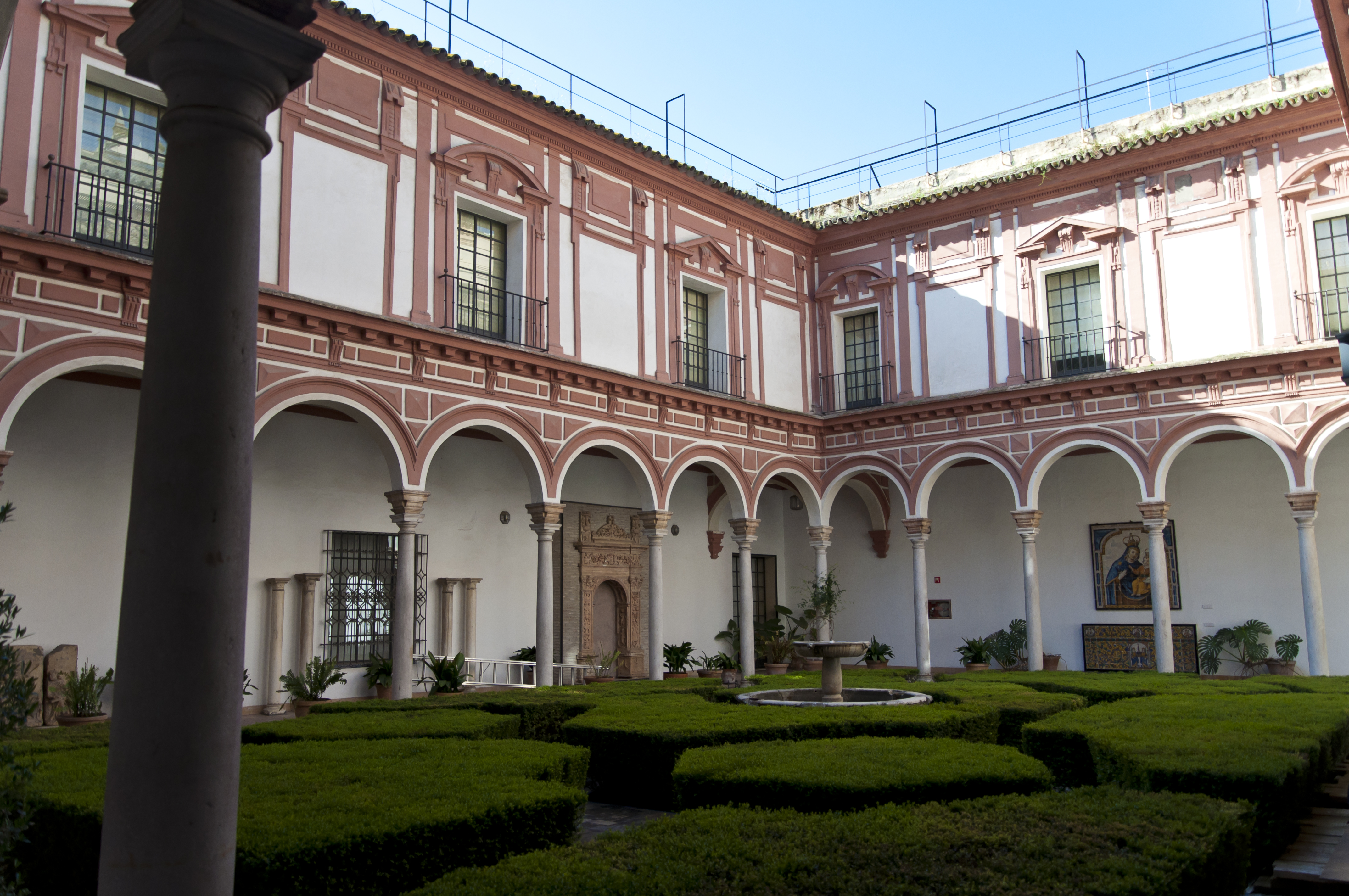
Het buxusklooster van het Museum voor Schone Kunsten in Sevilla